# Münzschatz (Sächsische Schweiz)
Beim Münzschatz aus der Sächsischen Schweiz handelt es sich um einen Hort von 1494 Münzen, der im Mai 2016 am Kanstein-Vorgipfel im Landkreis Sächsische Schweiz-Osterzgebirge aufgefunden wurde. Die Münzen stammen aus dem späten 17. bis zum frühen 19. Jahrhundert. Es ist zahlenmäßig der größte sächsische Münzfund aus dieser Zeit.
Bergsteiger fanden eine große Zahl von Silbermünzen zufällig in einer Felsspalte im Elbsandsteingebirge und informierten die Polizei umgehend. Das Landesamt für Archäologie Sachsen leitete die Bergung der Münzen, die anschließend im Münzkabinett Dresden untersucht und datiert wurden. Die älteste Münze, ein sächsischer Doppelgroschen, wurde 1693 geprägt, die Schlussmünze ist ein preußischer Taler aus dem Jahr 1817.
Teilweise hafteten den Münzen organische Reste an. Die jüngste war in sehr gutem Zustand, ohne Abnutzungsspuren. Daraus wird geschlossen, dass die Deponierung möglicherweise in Stoffbeuteln kurz nach Prägung der letzten Münze stattfand. Damit fällt die Niederlegung in die Aufbauphase nach den napoleonischen Kriegen und dem Wiener Kongress.